# Josef Kreiml
Josef Kreiml (* 4. Dezember 1958 in Wolkering) ist ein deutscher römisch-katholischer Priester und Theologe.

## Leben
Josef Kreiml studierte von 1977 bis 1982 Katholische Theologie an der Universität Regensburg und an der Universität Gregoriana in Rom. Danach studierte er von 1983 bis 1985 Philosophie an der jesuitischen Hochschule für Philosophie München. 1989 wurde er an der Universität Regensburg zum Dr. theol. promoviert. Nach seiner Priesterweihe 1990 in Regensburg war er Kaplan in der Pfarrei St. Josef in Dingolfing (1990–1994) und Pfarrer (1994–1997). 2001 habilitierte er sich an der Ludwig-Maximilians-Universität München bei Gerhard Ludwig Müller, dem späteren Bischof von Regensburg, für das Fach Dogmatik.
Seit 2003 ist Josef Kreiml Dozent für Ökumenische Theologie und seit 2004 Professor für Fundamentaltheologie an der Philosophisch-Theologischen Hochschule St. Pölten; von 2006 bis 2019 war er dort Rektor.
Josef Kreiml war Diözesanrichter am Diözesangericht St. Pölten. Außerdem ist er als Seelsorger in der Pfarre Obritzberg, als Referent in der Priesterfortbildung der Diözese Regensburg und als Verbindungsseelsorger der KÖAV Floriana St. Pölten im ÖCV tätig. 
Josef Kreiml engagiert sich für zahlreiche Sozialprojekte im Heiligen Land. 2010 wurde er vom Kardinal-Großmeister John Patrick Kardinal Foley zum Ritter des Ritterordens vom Heiligen Grab zu Jerusalem ernannt und am 2. Oktober 2010 im Stift Herzogenburg durch den Erzbischof von Salzburg, Alois Kothgasser, Großprior der österreichischen Statthalterei, in den Orden investiert.
Zum 1. Dezember 2019 wurde Kreiml von Bischof Rudolf Voderholzer als Nachfolger des verstorbenen Regensburger Dompropstes Anton Wilhelm zum Domkapitular im Bistum Regensburg ernannt. Seine Lehrtätigkeit in St. Pölten führt er weiter, auch nachdem er die Leitung der Hochschule mit Ende des Jahres 2019 aufgab.

## Wirken
Seine Forschungsschwerpunkte sind die Philosophie der Neuzeit (u. a. Deutscher Idealismus, Heidegger) und die Theologie des 19. und 20. Jahrhunderts (u. a. John Henry Newman, Romano Guardini, Karl Rahner, Joseph Ratzinger).
Er propagiert die Ideen des Intelligent Design, das die Entwicklung des Lebens auf eine planende (göttliche) Intelligenz und nicht auf ein evolutionäres Geschehen zurückführt.

## Veröffentlichungen (Auswahl)
- Die Wirklichkeit Gottes. Eine Untersuchung über die Metaphysik und die Religionsphilosophie des späten Schelling, Regensburg 1989, Roderer, ISBN 3-89073-424-3.
- Zwei Auffassungen des Ethischen bei Heidegger. Ein Vergleich von "Sein und Zeit" mit dem "Brief über den Humanismus", Regensburg 1997, Roderer, ISBN 3-89073-367-0.
- Die Selbstoffenbarung Gottes und der Glaube des Menschen. Eine Studie zum Werk Romano Guardinis, St. Otilien 2002, EOS-Verlag, ISBN 3-8306-7129-6.
- Josef Kreiml,  Michael Stickelbroeck,  Ildefons Manfred Fux,  Josef Spindelböck (Hrsg.): Der Wahrheit verpflichtet. Festschrift für em. Diözesanbischof Prof. Dr. Kurt Krenn zum 70. Geburtstag. Ares-Verlag, Graz 2006, ISBN 3-902475-24-2.
- Christliche Antworten auf die Fragen der Gegenwart – Grundlinien der Theologie Papst Benedikts XVI., Verlag Friedrich Pustet Regensburg 2010, ISBN 978-3-7917-2295-5.
- Die Rolle der Frau in der Kirche, Regensburg 2014, Verlag Friedrich Pustet, ISBN 978-3-9816344-6-4.